# Capitulaciones de Quierzy
Las Capitulaciones (en francés capitular) llamadas de Quierzy fueron promulgadas el 14 de junio de 877 en Quierzy-sur-Oise por el emperador Carlos el Calvo.
Llamado a ayudar al Papa Juan VIII, amenazado por los musulmanes afincados en el sur de la península itálica, Carlos el Calvo emprende una segunda expedición a Italia. Previamente reúne una asamblea en Quierzy para organizar la buena gestión de su imperio. En esta asamblea, promulga unas capitulaciones de las que dos artículos (capítulos), que no tenían más que un alcance puntual - la expedición a Italia y sus consecuencias directas -, han sido considerados como los artículos fundamentales del feudalismo, al instaurar la heredabilidad de los honores otorgados por la corona.
Se trata de los capítulos que regulan la cuestión de los honores laicos y eclesiásticos que serán ocupados en este periodo.
- Los obispados vacantes serán sometidos a un consejo de gestión a la espera de la decisión del emperador.
- Si muere un conde, su hijo primogénito, asistido por el obispo y los principales funcionarios del condado, administrará el condado.
- Si muere un vasallo, su viuda y sus hijos dispondrán provisionalmente de sus beneficios.
- Si muere el emperador durante la expedición —Carlos el Calvo acababa de sufrir una pleuresía— y un grande se retira a un monasterio para rezar por su salud, su hijo o un pariente hereda sus beneficios.

De hecho, el texto preveía que estas trasmisiones se hicieran bajo el control real. Carlos el Calvo fallece  ese mismo año y le sucede Luis II el Tartamudo, y los grandes señores feudales ganan progresivamente autonomía. 
Sin embargo, estos artículos nunca fueron evocados en la Edad Media para justificar la heredabilidad de los feudos, ya que se daba por hecho que las virtudes guerreras eran transmitidas por sangre. Según algunos autores, el sistema feudal se desarrolló más probablemente por efecto de un edicto de Clotario II, que reservaba el título de conde a los hombres salidos del condado y que poseyeran bienes. Este edicto, que autorizaba al rey a apoderarse de aquellos bienes si la gestión del conde era inadecuada, permitió a éstos aumentar su poder al apoyarse en su clientela.
Las Capitulaciones de Quierzy no fueron el punto de arranque del feudalismo, pero si no se hicieron entonces los beneficios hereditarios, las medidas tomadas acreditan que de hecho lo eran ya, lo que explica la resistencia que los nobles oponían cuando el rey trataba de privarles de sus beneficios, como si se tratase de algo suyo.
Fragmento de las capitulaciones de Quiersy, año 878:

Si alguno de nuestros fieles, después de nuestra muerte, quisiera renunciar al mundo y tuviera un hijo o un allegado capaz de gobernar el Estado, que se le autorice a transmitirle sus honores. Y si quisiera vivir tranquilamente en su alodio, que nadie ose obstaculizarle en nada y que no se le exija nada salvo prestarse a la defensa de la patria.
S. Baluzius, Capitula regum francorum, II, 263-264